# Тролейбус Сіетла
Тролейбус Сіетла (англ. Trolleybuses in Seattle) — тролейбусна мережа в місті Сіетл, штат Вашингтон, США. Одна з п'яти діючіх тролейбусних мереж у Сполучених Штатах.

## Історія
Перший демонстраційний рейс тролейбуса стався у 1937 році на зовсім невеликі ділянці. Це було зроблено за для ознайомлення мешканців міста з цим видом транспорту, щоб отримати суспільну підтримку проекту заміни трамваїв тролейбусами. Хоча демонстрація пройшла вдало мешканці міста відхилили проект через побоювання зайвих витрат. Але у 1939 році Сіетл отримав федеральний грант на будівництво тролейбусної мережі, незабаром була створена компанія яка одразу прийнялася за будівництво мережі. За для організації руху по всьому місту було замовлено одразу 235 нових тролейбусів, перші з яких почали надходити до міста вже у березні 1940 року. Перший маршрут був відкритий 28 квітня 1940 року, проходив вздовж 19-ї Авеню. Під час Другої Світової війни кількість тролейбусів досягла 307, це сталося щоб задовольнити підвищений попит на перевезення у воєнний час. Тролейбусна мережа Сіетла перевезла рекордну кількість пасажирів 130 млн. В повоєнні роки кількість пасажирів почала стрімко зменшуватися через те що все більше американців могли дозволити собі автомобіль.
До Всесвітньої виставки 1962 року систему трохи оновили, але після неї загострилися проблеми зі старим рухомим складом та посилився тиск керівництва компанії яке виступало за ліквідацію мережі. В кінці 1960-х кількості працюючих тролейбусів зменшилася до 59 одиниць, а велика кількість маршрутів була замінена дизельними автобусами. Керівництво транспортної компанії наполягало на неефективності тролейбуса та високі вартості обслуговування мережі, однак це викликало критику громадськості. Через критику керівництво було змушене замовити незалежне дослідження, висновок якого довів протилежне що тролейбус краще за автобус долає нерівний рельєф міста а експлуатаційні витрати майже однакові. На початку 1970-х погіршилися економічні показники компанії що призвело до її ліквідації та передачі мережі єдині муніципальні компанії, яка обіцяла зберегти тролейбусну мережу. Допомогла цьому також нафтова криза 1973 року, під час якої стрімко зросли ціни на пальне. За наступні декілька років кількість тролейбусів зросла з 55 до 109. З 21 січня 1978 по 15 вересня 1979 рух тролейбусів був припинений через масштабну реконструкцію контактної мережі та оновлення всього рухомого складу. Повністю рухомий склад оновився до 1980 року, а повне відновлення руху на маршрутах сталося наступного року.
Знов на межі ліквідації мережа опинилася вже у 2009 році, коли аудитори рекомендували замінити тролейбуси гібридними автобусами. Аудитори наполягали що експлуатація тролейбусів дорожче гібридних автобусів на декілька мільйонів на рік. Однак знов як і на початку 70-х через тиск громадськості, у 2011 році були змушені провести незалежний аудит який довів протилежне. У попередньому аудиті не брався до уваги більший строк експлуатації тролейбуса в порівнянні з гібридним автобусом та інші важливі чинники. У наслідок цього у червні 2013 року місто замовило партію з 141 нового тролейбуса. Також розглядається можливість подальшого розвитку мережі, та заміну тролейбусами частини маршрутів швидкісного автобуса міста.

## Маршрути
В місті працюють 15 тролейбусних маршрути.
- 1 — Кіннер / Центр Сіетла
- 2 — Вест Куін Енн / Парк Мадрона
- 3 — Тихоокеанський університет / Мадрона
- 4 — Тихоокеанський університет / Парк Юдкінс
- 7 — Центр міста / Рейніар Біч
- 10 — Центр міста / Капітолійський Пагорб
- 12 — Центр міста / Парк Інтерлакен
- 13 — Тихоокеанський університет / Центр міста
- 14 — Центр міста / Гора Бейкер
- 36 — Центр міста / Станція метро «Отелло»
- 43 — Центр міста / Університетський округ (по буднях)
- 44 — Баллард / Станція метро «Вашингтонський університет»
- 47 — Центр міста / Самміт
- 49 — Університетський округ / Центр Міста
- 70 — Університетський округ / Центр Міста

## Рухомий склад
Маршрути міста обслуговуються 174 тролейбусами New Flyer двох моделей Xcelsior XT40 та Xcelsior XT60 (останній номер це довжина у Футах, відповідно 12 та 18 метрів). Тролейбуси побудовані з 2014 по 2016 рік.

### Зняті з експлуатації моделі
З моменту відкриття рухомий склад був представлений двома моделями різних виробників, компанія Twin Coach поставила 135 тролейбусів а J. G. Brill — 100. Через суттевий зріст пасажиропотоку під час Другої світової війни, у 1942 — 43 роки були докуплені ще 42 тролейбуса Twin Coach та у 1944 році 30 тролейбусів Pullman. Це були останні машини придбані до
початку 1970-х, таким чином придбані на початку 40-х тролейбуси обслуговували місто приблизно 30 років. Тролейбуси J. G. Brill були списані у 1963 році, інші моделі також були не в кращому вигляді. Дійшло до того що на початку 1970-х були відкликані з музеїв раніше передані туди моделі, вони були косметично відремонтовані та вийшли на маршрути. У середині 1970-х було ухвалене принципове рішення про збереження мережі та повному оновленню рухомого складу. Для відновлення мережі після реконструкції було придбано 109 тролейбусів компанії AM General. При розширенні мережі у 1984 році було замовлено 46 зчленованих тролейбуса німецької компанії MAN, ці машини стали першими зчленованими тролейбусами не тільки у Сіетлі а і в Північні Амереці. Прототип був поставлений у 1986 році, інші 45 одиниць у наступному році. Але незабаром у зчленованих моделей виникли проблеми з гальмами, що призвело до тимчасового припинення експлуатації на цілий рік
При будівництві Центрального транзитного тунелю в Сіетлі виникло питання про рухомий слад що буде використовуватися у ньому. На спільні нараді міської ради та компанії перевізника було затверджено план з використання 236 зчленованих дуобусів, що працюватимуть як автобуси на вулицях міста а у тунелі як тролейбуси. Ще на початку 80-х в місті працював один дуобус, він був придбаний задля вивчення технології та отримання досвіду у використанні. У жовтні 1986 року був підписаний контракт на постачання 236 дуобусів італійської компанії Breda ціна контракту склала 133 млн доларів. Дуобуси постачалися у Штати у розібраному вигляді, збірка проходила у передмісті Сіетла — Іссакуа.
Наступна заміна рухомого складу сталася на початку 2000-х коли сплив термін експлуатації моделей AM General та MAN. У 2003 році було придбано 100
автобусів Gillig, на які було перенесене електроустаткування зі списаних тролейбусів AM General. Переобладнання було виконане силами компанії перевізника, це дало змогу з'економити 200 тис. доларів за кожну одиницю рухомого складу. Також було переобладнано 59 дуобусів виключно в тролейбуси, які замінили собою зчленовані MAN.
Після відмови від ліквідації мережі влітку 2013 було замовлено 141 тролейбус New Flyer, з яких 55 зчленованих. Після того як було вирішено розвивати систему далі замовлення розширили до 174 одиниць. Весь рухомий склад був оновлений до 29 листопаду 2016 року.

## Галерея

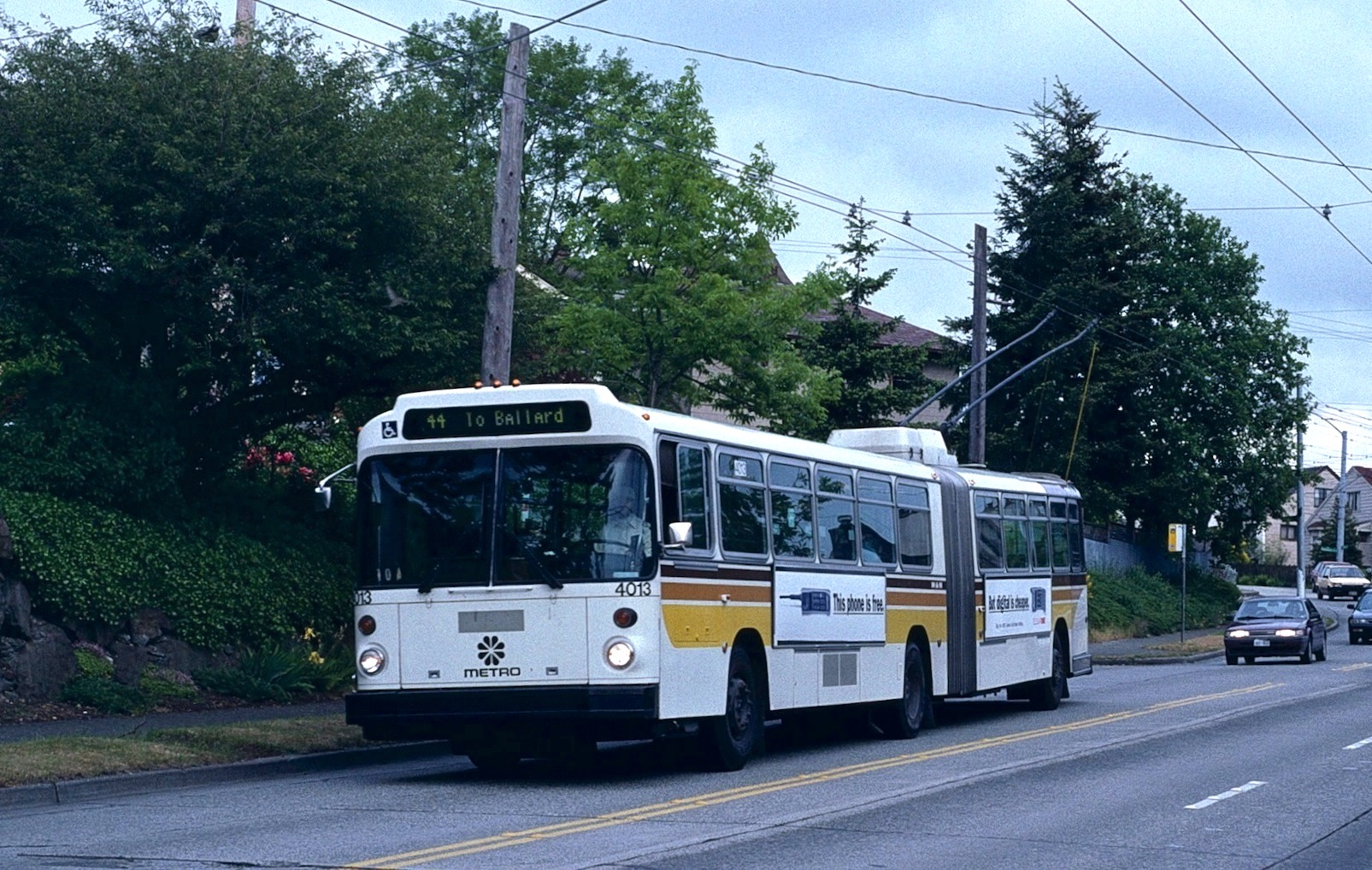
Зчленований тролейбус MAN  у 1994 році
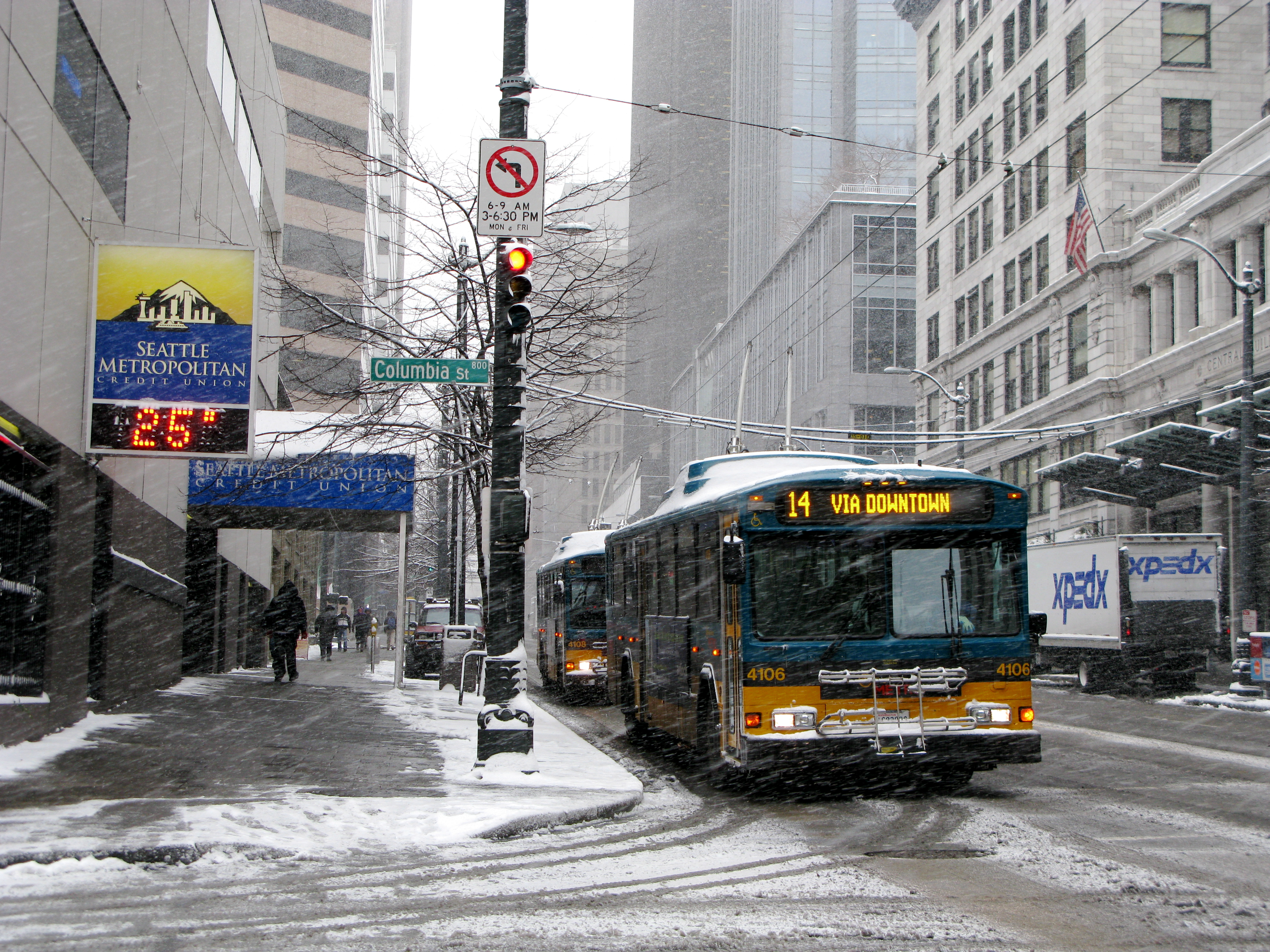
Тролейбус Сіетла взимку 2008 року
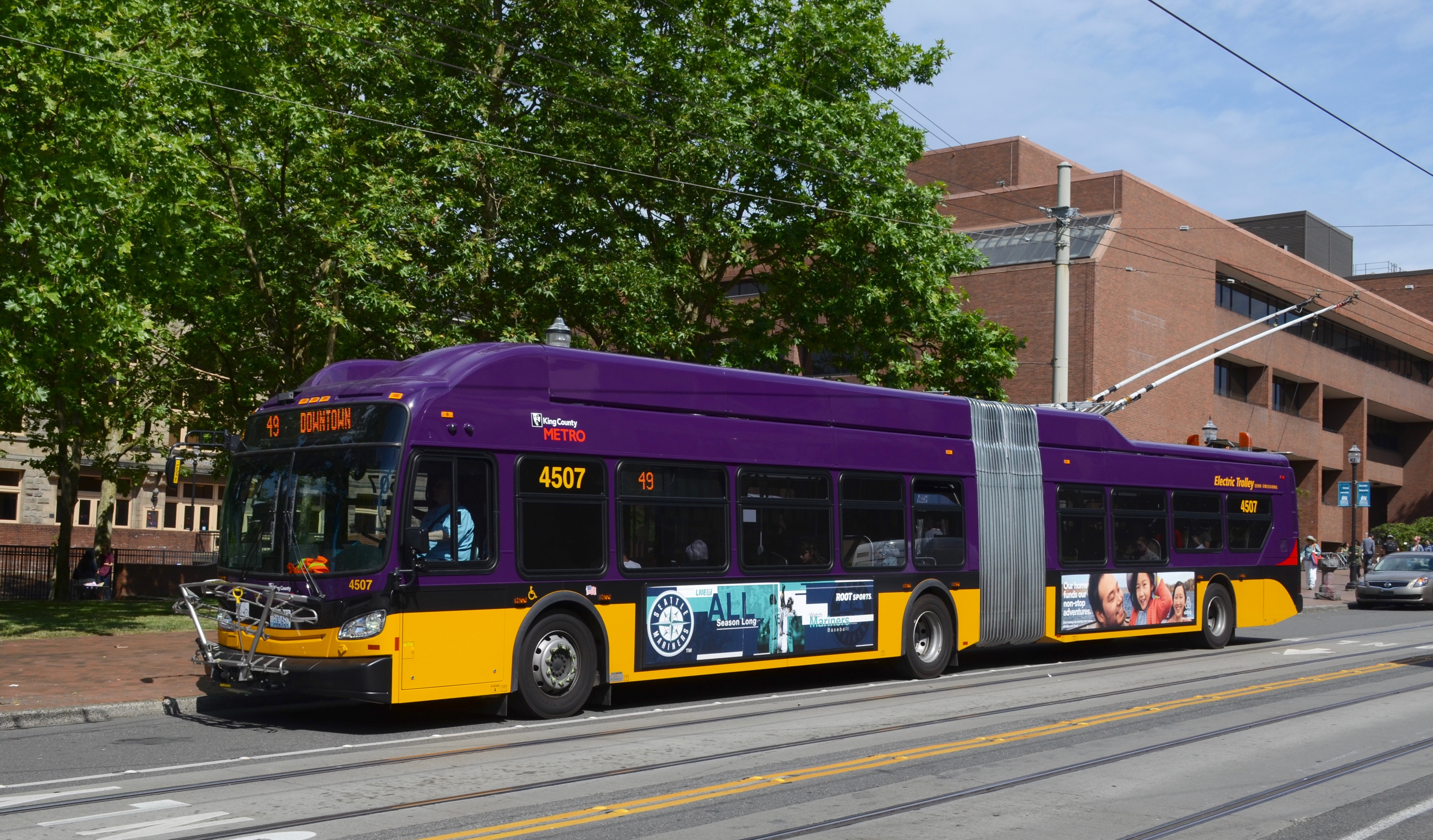
Сучасний зчленований тролейбус Xcelsior XT60